# هدرجة نويوري اللامتناظرة
هدرجة نويوري اللا متوازية هو تفاعل كيميائي باختزال لا متوازي لبيتا-كيتون-إستر.
كل من المتشابهين الضوئيين للـBINAP متوفران تجاريا ويستخدمون بكثرة. وكل منها يستخرج من (±)-1,1'-bi-2-naphthol.
أكثر من تقرير نشر عن هذا التفاعل.
ريوجي نويوري اكتشف اتخزال العامل المساعد في 1987 وشارك جائزة نوبل في الكيمياء في 2001 مع ويليام نولز؛ النصف الآخر من الجائزة ذهب إلى باري شاربلس.